# Градина (Гацко)
Градина (серб. Градина / Gradina) — село в общине Гацко Республики Сербской Боснии и Герцеговины. Население составляет 124 человека по переписи 2013 года.